# Särkijärvi (sjö i Finland, Egentliga Finland, lat 60,76, long 21,74)
Särkijärvi är en sjö i Finland. Den ligger i Letala stad i landskapet Egentliga Finland, i den sydvästra delen av landet, 180 km väster om huvudstaden Helsingfors. Särkijärvi ligger 24 meter över havet. Den ligger vid sjön Appuljärvi. I omgivningarna runt Särkijärvi växer i huvudsak barrskog. Arean är 11,2 hektar och strandlinjen är 1,86 kilometer lång. Sjön  ingår i Skärgårdshavets kustområde, Åland. 